# Крюд, Эли Виктор Бенжамен
Барон Эли Виктор Бенжамен Крюд (фр. Elie Victor Benjamin Crud; 24 февраля 1772, Лозанна — 15 мая 1845, Лозанна) — швейцарский агроном.
В молодости был нотариусом и активно участвовал в общественно-политической жизни Швейцарии, в 1802 г. даже непродолжительное время был президентом административной палаты кантона Во. Однако в следующем году отказался от всякой общественной деятельности и уехал в имение Жанто, приобретённое им в 1797 г. у Фредерика Сезара Лагарпа, где занялся сельским хозяйством. В 1811 г. барон Крюд покинул Швейцарию и перебрался в Масса Ломбарда в Папской области, откуда вернулся лишь после окончания всех перипетий, связанных с Наполеоновскими войнами. В старости Крюд снова жил в Лозанне, будучи директором-попечителем приюта для слепых.

## Труды
Среди множества трудов барона Крюда по сельскохозяйственным вопросам основным является «Теоретическая и практическая экономика сельского хозяйства» (фр. Economie théorique et pratique de l'Agriculture; Париж, 1820), многократно переиздававшаяся. В 1833 г. Крюд получил за свою многолетнюю деятельность Золотую медаль Королевского сельскохозяйственного общества Франции.